# Lijst van MNM-Big Hits in 2018
Deze hits werden in 2018 door MNM gekozen als MNM-Big Hit. 
| Datum        | Artiest                                                     | Titel                    | Piek in top 50 | Aantal Weken | Aantal Punten |
| ------------ | ----------------------------------------------------------- | ------------------------ | -------------- | ------------ | ------------- |
| 6 januari    | Justin Timberlake                                           | Filthy                   | 17             | 5            | 112           |
| 13 januari   | Bruno Mars Feat. Cardi B                                    | Finesse (Remix)          | 8              | 24           | 785           |
| 20 januari   | Sofi Tukker Feat. NERVO, The Knocks, Alisa Ueno             | Best Friend              | 10             | 13           | 357           |
| 27 januari   | Dua Lipa                                                    | IDGAF                    | 4              | 32           | 1061          |
| 3 februari   | Tom Walker                                                  | Leave A Light On         | 2              | 30           | 1076          |
| 10 februari  | Marshmello & Anne-Marie                                     | Friends                  | 2              | 27           | 1062          |
| 17 februari  | Bazzi                                                       | Mine                     | 25             | 12           | 168           |
| 24 februari  | Milo Meskens                                                | Stone Cold Liar          | 13             | 18           | 455           |
| 3 maart      | Rudimental Feat. Jess Glynne, Macklemore & Dan Caplen       | These Days               | 3              | 30           | 1040          |
| 10 maart     | Sennek                                                      | A Matter of Time         | 9              | 12           | 334           |
| 17 maart     | SLM                                                         | Kifesh                   | Tip 5          | 0            | 0             |
| 24 maart     | Deze Week Geen MNM Big Hit                                  |                          |                |              |               |
| 7 april      | Bvd Kult & OT                                               | Let You Go               | 45             | 3            | 13            |
| 14 april     | Calvin Harris & Dua Lipa                                    | One Kiss                 | 1 (13 weken)   | 32           | 1337          |
| 21 april     | Alice Merton                                                | No Roots                 | Tip 5          |              |               |
| 28 april     | Lost Frequencies Feat. James Blunt                          | Melody                   | 7              | 21           | 755           |
| 5 mei        | Dimitri Vegas & Like Mike Feat. Gucci Mane                  | All I Need               | 18             | 7            | 139           |
| 12 mei       | Regi Feat. Jake Reese                                       | Ellie                    | 1 (7 weken)    | 35           | 1295          |
| 19 mei       | Pharrell Williams & Camila Cabello                          | Sangria Wine             | 45             | 1            | 6             |
| 26 mei       | Emma Bale                                                   | Cut Loose                | 20             | 19           | 403           |
| 2 juni       | Clean Bandit Feat. Demi Lovato                              | Solo                     | 3              | 29           | 1034          |
| 9 juni       | El Profesor                                                 | Bella Ciao (Hegel Remix) | 13             | 10           | 232           |
| 16 juni      | Rudimental Major Lazer & Anne-Marie & Mr. Eazi              | Let Me Live              | 16             | 18           | 403           |
| 23 juni      | Henri PFR & HIDDN                                           | Catching Butterflies     | 46             | 1            | 5             |
| 30 juli      | Dimitri Vegas & Like Mike & Wiz Khalifa                     | When I Grow Up           | 9              | 24           | 726           |
| 7 juli       | Tiësto & Dzeko Feat. Preme & Post Malone                    | Jackie Chan              | 13             | 18           | 529           |
| 14 juli      | George Ezra                                                 | Shotgun                  | 1 (8 weken)    | 44           | 1463          |
| 21 juli      | $hirak Feat. SBMG, Lil' Kleine, Boef & Ronnie Flex          | Miljonair                | 25             | 10           | 105           |
| 28 juli      | Dynoro & Gigi D'Agostino                                    | In My Mind               | 2              | 31           | 1239          |
| 4 augustus   | David Guetta Feat. Anne-Marie                               | Don't Leave Me Alone     | 27             | 18           | 279           |
| 11 augustus  | Bazart                                                      | Grip (omarm me)          | 7              | 18           | 601           |
| 18 augustus  | Netsky Feat. A. Chal                                        | Tequila Limonada         | 18             | 11           | 252           |
| 25 augustus  | Dean Lewis                                                  | Be Alright               | 1 (2 weken)    | 31           | 1512          |
| 1 september  | Jason Derulo x David Guetta Ft. Nicki Minaj & Willy William | Goodbye                  | 20             | 13           | 253           |
| 8 september  | Silk City Feat. Dua Lipa                                    | Electricity              | 6              | 25           | 855           |
| 15 september | Lost Frequencies Feat. The NGHBRS                           | Like I Love You          | 5              | 26           | 906           |
| 22 september | Ariana Grande                                               | Breathin                 | 21             | 15           | 202           |
| 29 september | Shawn Mendes & Zedd                                         | Lost In Japan (Remix)    | 25             | 8            | 73            |
| 6 oktober    | Tourist LeMC Feat. Raymond Van Het Groenewoud               | Spiegel                  | 2              | 24           | 906           |
| 13 oktober   | OT                                                          | Where Is My Love         | 18             | 18           | 419           |
| 20 oktober   | Post Malone Feat. Swae Lee                                  | Sunflower                | 15             | 17           | 302           |
| 27 oktober   | Panic! At The Disco                                         | High Hopes               | 2              | 36           | 1240          |
| 3 november   | Ava Max                                                     | Sweet But Psycho         | 1 (15 weken)   | 36           | 1420          |
| 10 november  | P!nk                                                        | A Million Dreams         | 6              | 22           | 646           |
| 17 november  | Anne-Marie                                                  | Perfect To Me            | 35             | 4            | 29            |
| 24 november  | Jonas Blue, Liam Payne & Lennon Stella                      | Polaroid                 | 29             | 18           | 150           |
| 1 december   | Laura Tesoro                                                | Mutual                   | 23             | 16           | 214           |
| 8 december   | Deze Week Geen MNM Big Hit i.v.m. De MNM1000                | Zo 8 t/m Za 15 december  |                |              |               |
| 15 december  | Regi & Milo Meskens                                         | Ordinary                 | 4              | 26           | 898           |
| 22 december  | James Arthur & Anne-Marie                                   | Rewrite The Stars        | 7              | 21           | 602           |

## Statistieken

### Meeste Big Hits per land
| Aantal Big Hits | Artiest            |
| --------------- | ------------------ |
| 18              | Verenigde Staten   |
| 17              | België             |
| 14              | Nederland          |
| 3               | Canada             |
| 3               | Nederland          |
| 2               | Frankrijk          |
| 2               | Canada             |
| 2               | Duitsland          |
| 1               | Japan              |
| 1               | Trinidad en Tobago |
| 1               | Italië             |
| 1               | Spanje             |
| 1               | Nigeria            |
| 1               | Jamaica            |

2018 ·
2019 ·
2020 ·
2021 ·
2022 ·
2023 ·
2024 ·
2025